# Ouides
Ouides település Franciaországban, Haute-Loire megyében. Lakosainak száma 52 fő (2022. január 1.). Ouides Alleyras, Le Bouchet-Saint-Nicolas, Cayres, Saint-Haon és Saint-Jean-Lachalm községekkel határos.

## Népesség
A település népességének változása:
| Lakosok száma | 136  | 94   | 76   | 57   | 55   | 57   | 57   | 57   | 54   | 52   |
|               | 1968 | 1982 | 1990 | 2006 | 2013 | 2015 | 2017 | 2019 | 2020 | 2022 |